# Yokogawa Musashino FC
Yokogawa Musashino Football Club (em japonês:  横河武蔵野FC - Yokogawa Musashino Efu Shī), anteriormente chamado Tokyo Musashino City Football Club é um clube de futebol japonês, com sede em Musashino, na prefeitura (região metropolitana) de Tóquio. Atualmente compete na JFL, a quarta divisão da Terra do Sol Nascente.

## História
Fundado em 1939 por funcionários da Yokogawa Electric Corporation, jogou a Liga Regional de Kanto (uma das ligas regionais do futebol japonês).
Estreou na JFL na temporada 1999, ficando em 8º lugar. Sua melhor classificação foi o vice-campeonato em 2009, quando ainda chamava-se Yokogawa Musashino FC. Porém, como não possui a licença da J-League para disputar a segunda divisão, não conquistou a promoção, assim como o hoje extinto Sagawa Shiga (primeiro colocado) e o Sony Sendai (terceiro) - o New Wave Kitakyushu (atual Giravanz Kitakyushu) foi a única equipe a ser promovida à J2.
Em 2016, passou a se chamar Tokyo Musashino City, e no mesmo ano foi incluído na J.League 100 Year Plan.
Em dezembro de 2023, o clube anunciou que retomaria o nome anterior.